# Ośrodek Kultury Europejskiej „Europeum”
Ośrodek Kultury Europejskiej „Europeum” – dawny oddział Muzeum Narodowego w Krakowie zlokalizowany przy Placu Sikorskiego 6 w budynku dawnego Starego Spichlerza, otwarty 12 września 2013 r. Od grudnia 2021 roku w budynku dawnego „Europeum” mieści się 
Muzeum Stanisława Wyspiańskiego.
Ekspozycja obejmowała siedem wieków historii sztuki europejskiej na przykładzie ponad 100 obrazów i rzeźb ze zbiorów Muzeum Narodowego w Krakowie. Na zewnątrz utworzono lapidarium, zawierające kilkaset detali architektonicznych pochodzących z dawnych budynków Krakowa. W „Europeum” prezentowano średniowieczne Madonny anonimowych katalońskich artystów oraz dzieła takich artystów, jak:
- Dirck van Baburen – Zaparcie się Świętego Piotra
- Jean Bardin – Kleobis i Biton
- Pieter Brueghel młodszy – Kazanie św. Jana Chrzciciela
- Denis Calvaert – Sąd Ostateczny
- Lucas Cranach młodszy – Portret Philipp Melanchthon
- Christian Wilhelm Ernst Dietrich – Dwunastoletni Chrystus nauczający w Świątyni
- Antonio d'Este – Portret Antonia Canovy
- Francois-Xavier Fabre – Portret Michała Bogorii Skotnickiego
- Lavinia Fontana – Judyta z głową Holofernesa
- Luca Giordano – Ucieczka do Egiptu
- Jan Gossaert – Chrystus Boleściwy
- Jan van Goyen – Na ślizgawce
- Pietro Longhi – Rozmownica klasztorna
- Lorenzo Lotto – Adoracja Dzieciątka
- Nicolaes Maes – Portret Chłopca z łukiem i psem
- Alessandro Magnasco – Praczki i drwale
- Mattia Preti – Grający w kości
- Bernardo Strozzi – Spór trzech mędrców
- Justus Sustermans – Portret Franciszka Medyceusza (1614-1634)
- Bertel Thorvaldsen – Merkury
- Paolo Veneziano – Ukrzyżowanie
- Cornelis de Vos – Portret chłopca z psem

## Wybrane obrazy kolekcji sztuki europejskiej ze zbiorów Muzeum Narodowego w Krakowie

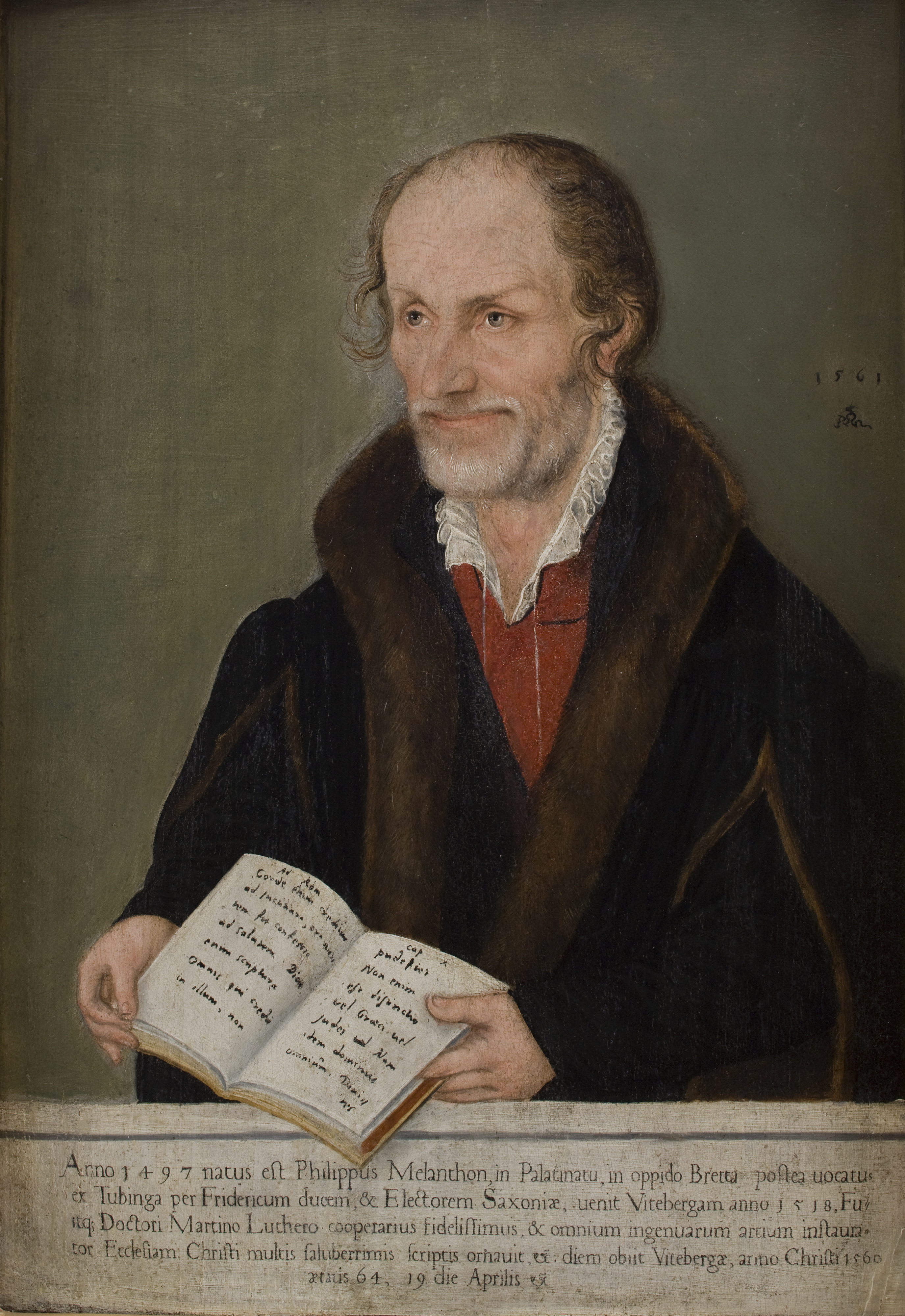
Lucas Cranach Młodszy Portret Philipp Melanchthon (II poł. XVI w.)
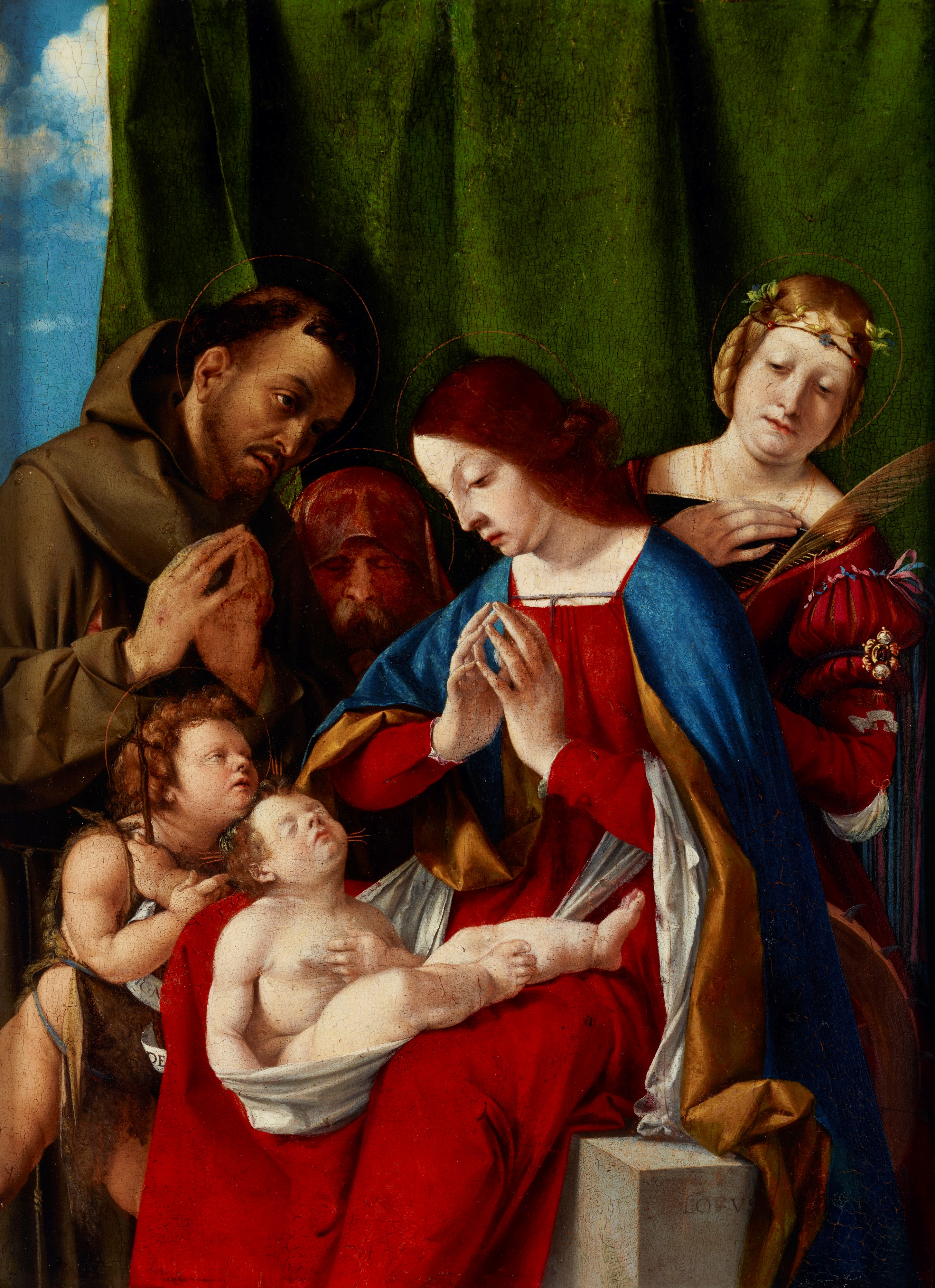
Lorenzo Lotto – Adoracja Dzieciątka, około 1508
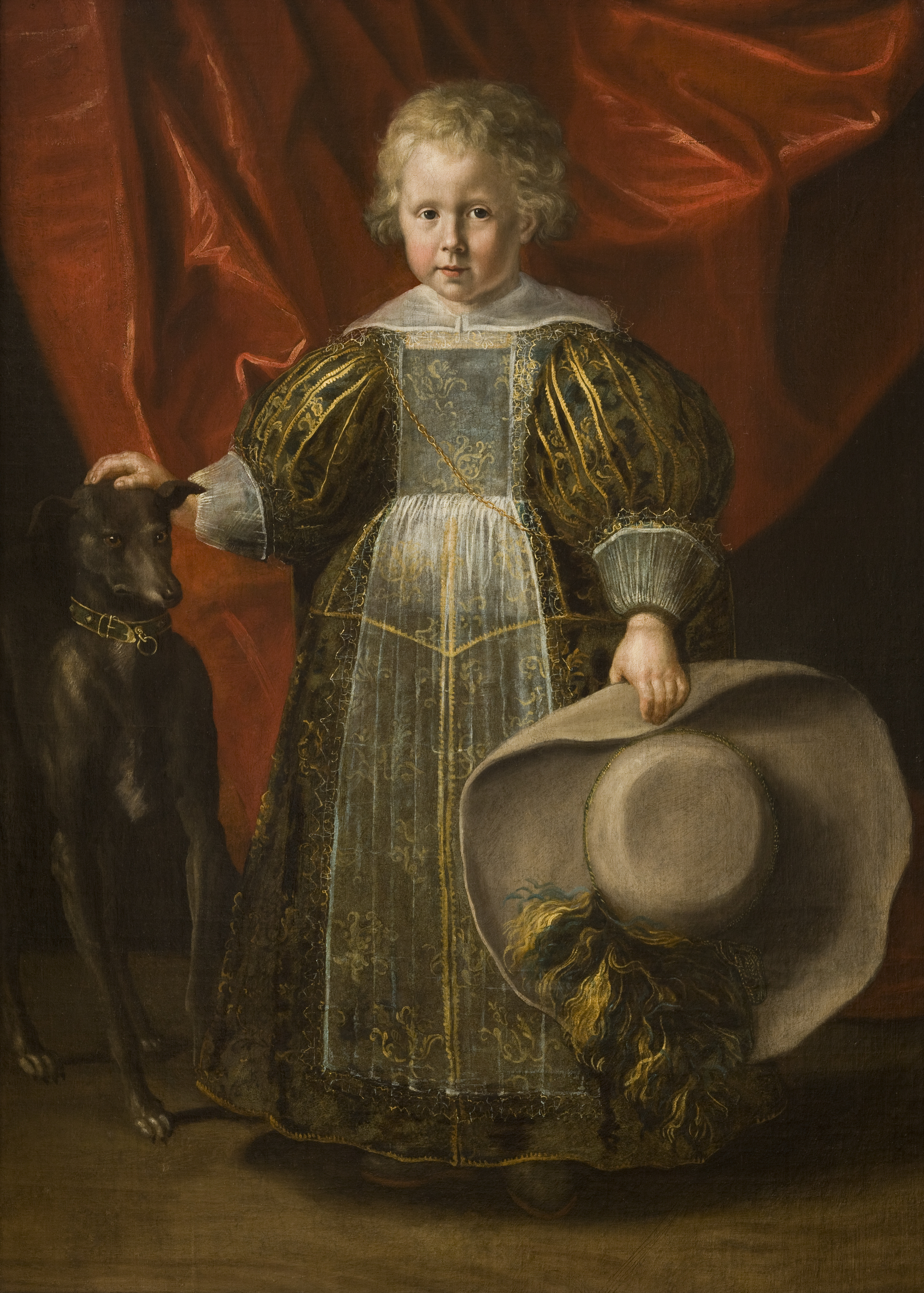
Cornelis de Vos – Portret chłopca z psem, I poł. XVII wieku
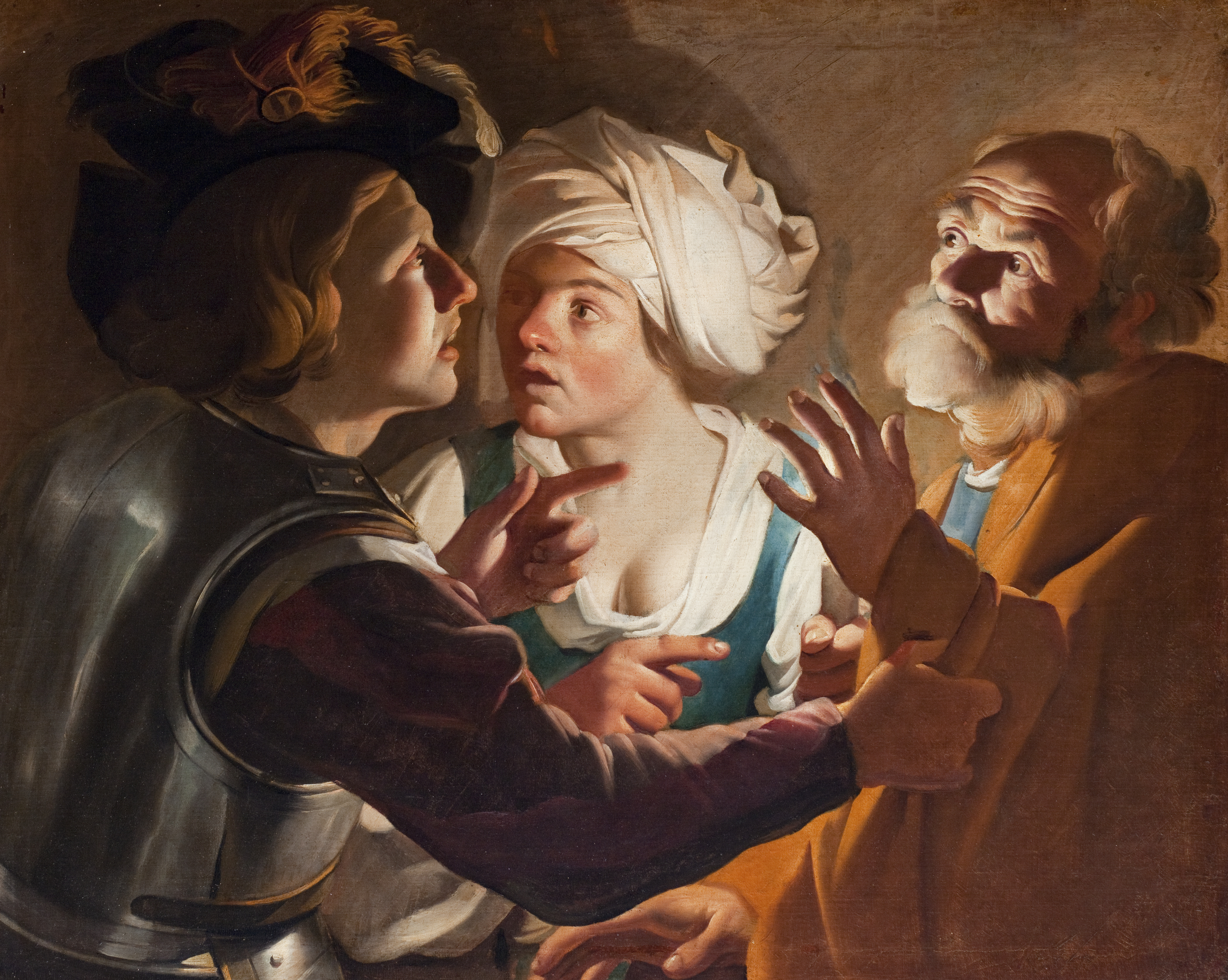
Dirck van Baburen – Zaparcie się Świętego Piotra, przed 1624
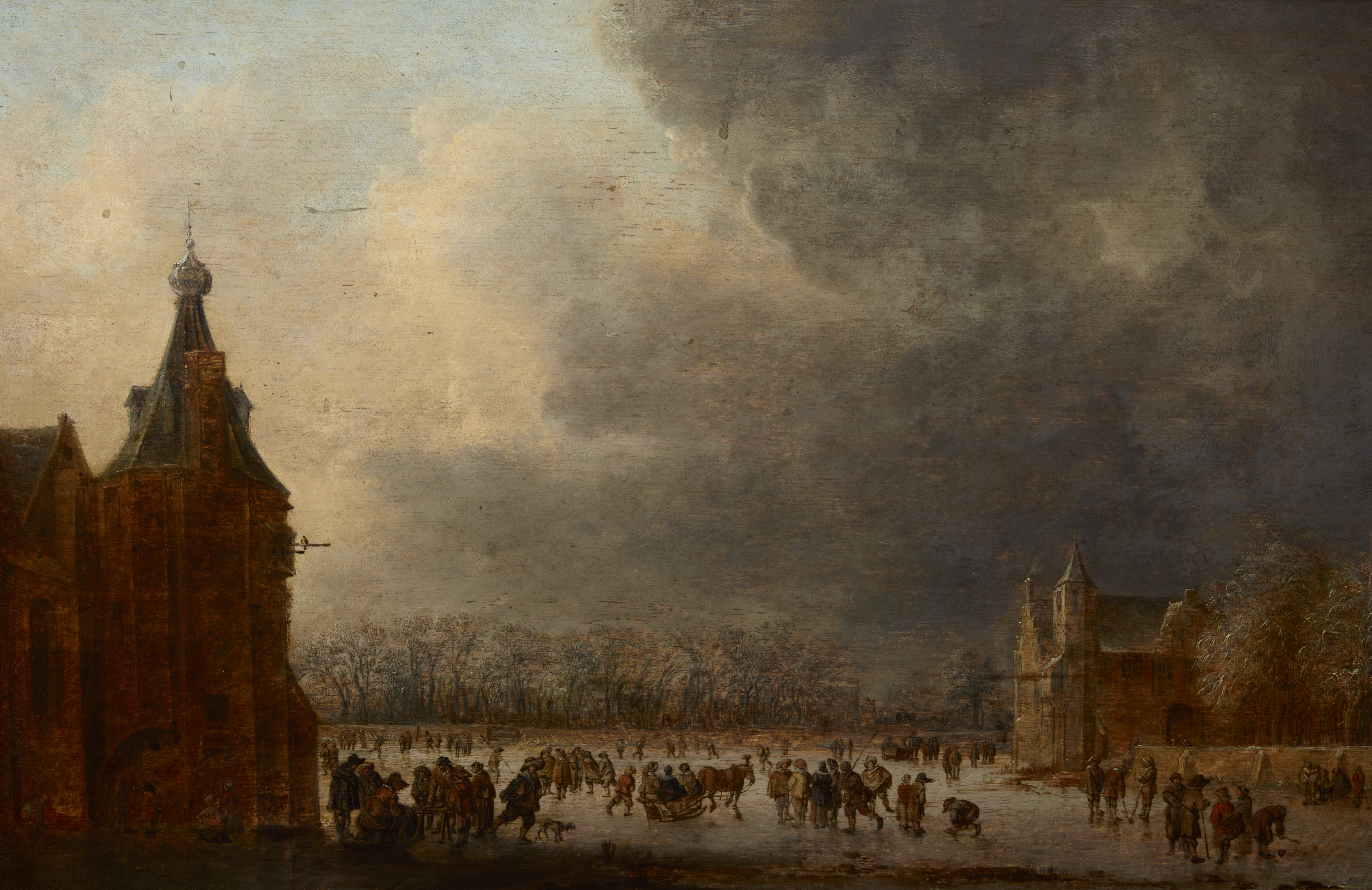
Jan van Goyen – Na ślizgawce, około 1640
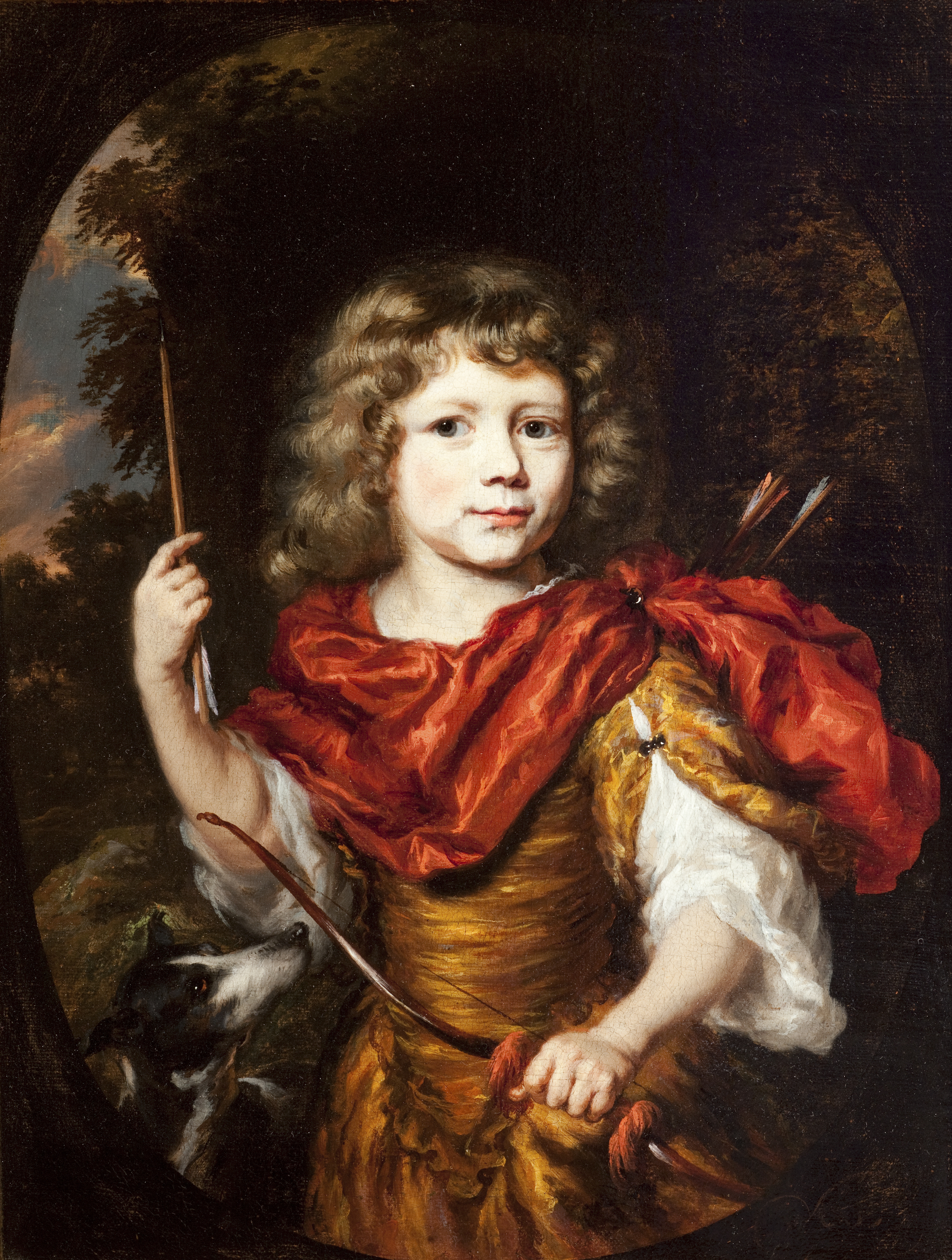
Nicolaes Maes – Portret chłopca z łukiem i psem, przed 1674
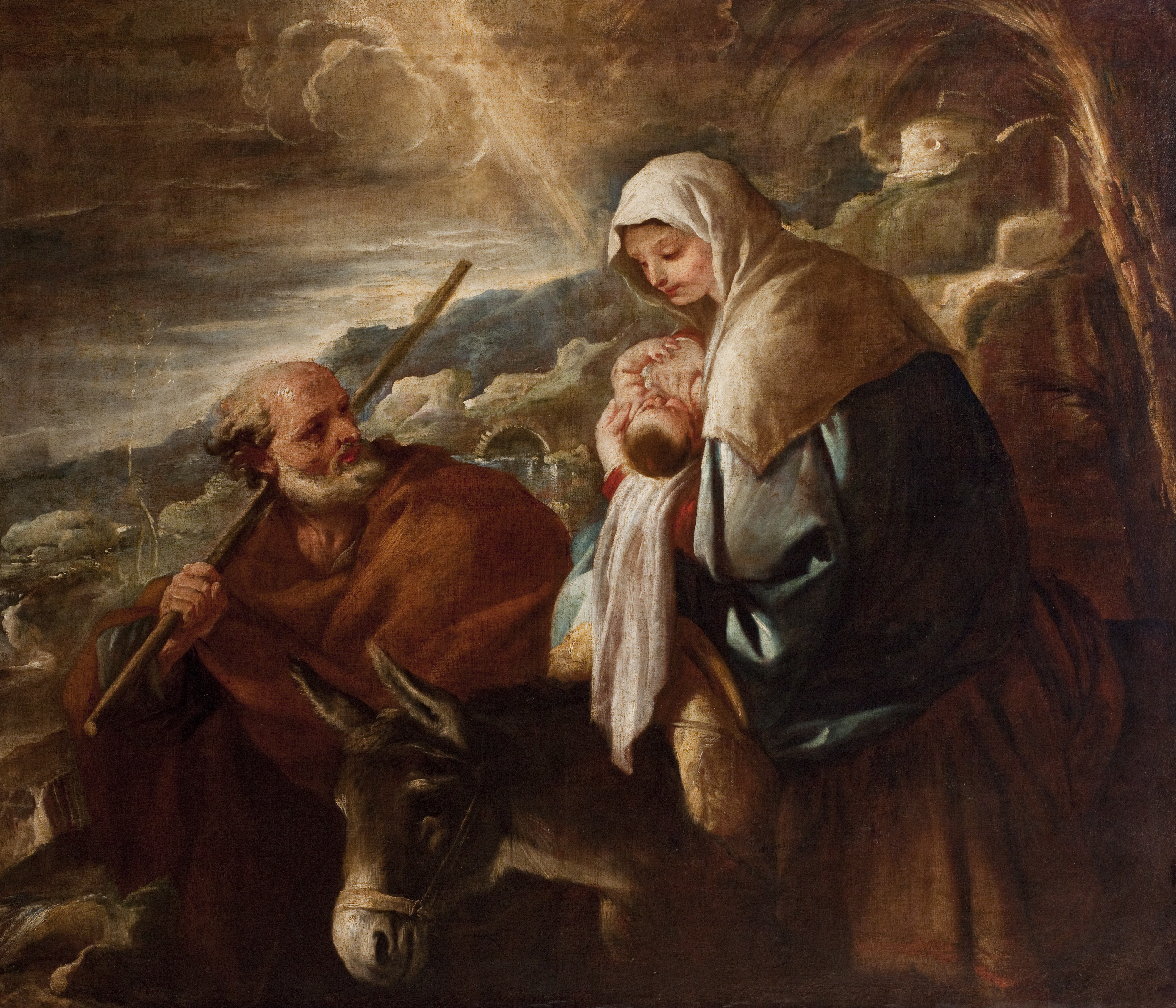
Luca Giordano – Ucieczka do Egiptu, przed 1705
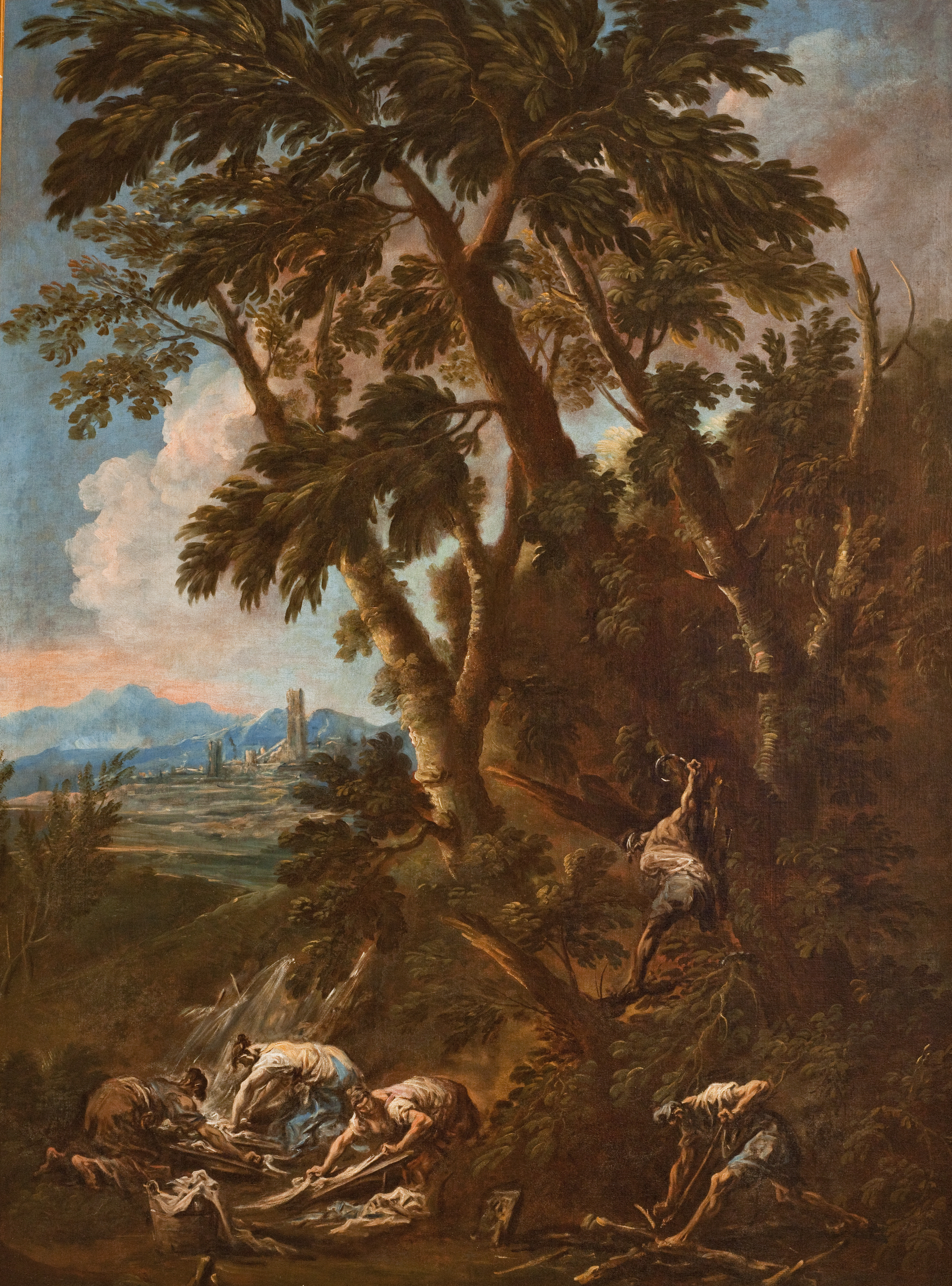
Alessandro Magnasco – Praczki i drwale, przed 1715